# Monaster Narodzenia Matki Bożej w Leśnej
Monaster Narodzenia Matki Bożej – istniejący w latach 1885–1915 żeński monaster w Leśnej.

## Historia
16 września?/26 września 1683, według prawosławnej i katolickiej tradycji, miało miejsce cudowne objawienie ikony Matki Bożej w Leśnej. Po dłuższych konsultacjach Świątobliwy Synod Rządzący Rosyjskiego Kościoła Prawosławnego postanowił na miejscu tego zdarzenia erygować żeński monaster. Jego pierwszą przełożoną została ihumenia Katarzyna (Jefimowska), rekomendowana na to stanowisko przez biskupa warszawskiego Leoncjusza. Po odbyciu pielgrzymki do Pustelni Optyńskiej i spotkaniu ze swoim ojcem duchowym, starcem Ambrożym, przybyła ona 19 października 1885 do Leśnej z pięcioma zakonnicami i dwiema posłusznicami. Była wtedy jeszcze osobą świecką (Eugenia Jefimowska), śluby monastyczne złożyła dopiero w 1887, zostając od razu przełożoną monasteru, który planowała już wcześniej organizować.
Mniszki własnymi siłami odnowiły miejsce objawienia maryjnego, urządziły monaster i cerkiew w dawnym kompleksie kościoła i klasztoru paulińskiego, skonfiskowanym przez władze carskie. W 1889 mniszka Katarzyna otrzymała godność ihumenii, a klasztor został zaliczony do monasterów I klasy. Na mocy tego postanowienia był subsydiowany ze skarbu państwa, otrzymując 2340 rubli rocznie. Dodatkowym źródłem dochodu zakonnic były procenty od kapitału zdeponowanego w Banku Państwowym, które jednak według zachowanych dokumentów nie przekraczały sumy 500 rubli na rok. Klasztor otrzymywał również prywatne dary, m.in. od późniejszego świętego ks. Iwana Siergijewa czy wielkiej księżnej Elżbiety Fiodorowny i innych członków rodziny panującej. Mimo tego szerokie przedsięwzięcia edukacyjne i dydaktyczne monasteru sprawiały, że często wpadał on w długi. W 1912 ich suma wynosiła prawie 6 tys. rubli. W 1898 wizytujący klasztor biskup lubelski Tichon (Biełławin) uznał, iż ihumenia Katarzyna w niewłaściwy sposób zarządza majątkiem monasteru i poinformował o tym fakcie ordynariusza eparchii, arcybiskupa Flawiana. Dowiedziawszy się o tym, igumenia  pochodząca z wpływowej rodziny i wysoko ceniona w kręgach cerkiewnych, zażądała od Synodu kary dla młodego hierarchy. Tichon został wyznaczony na biskupa Aleutów i Alaski, kierownika rosyjskiej misji prawosławnej w Stanach Zjednoczonych.

W 1889 w monasterze w Leśnej żyło 60 mniszek. Dysponowały one 394 morgami ziemi; do 1915 areał ten zwiększył się do 1200 dziesięcin. Mimo tego w piśmie do Chełmskiego Konsystorza Duchownego w 1906 ihumenia Katarzyna pisała, że budynki posiadane przez monaster są niewystarczające, część nowicjuszek rezygnuje ze złożenia profesji wieczystej z powodu trudnych warunków materialnych, czy wręcz jest niemożliwe przyjmowanie nowych chętnych do klasztoru z powodu trudności lokalowych.  W liście tym ihumenia przedstawiała projekt rozbudowy monasteru, który miał kosztować 51 612,32 rubli. Został on zatwierdzony do realizacji, jednak wybuch I wojny światowej udaremnił jego ukończenie.

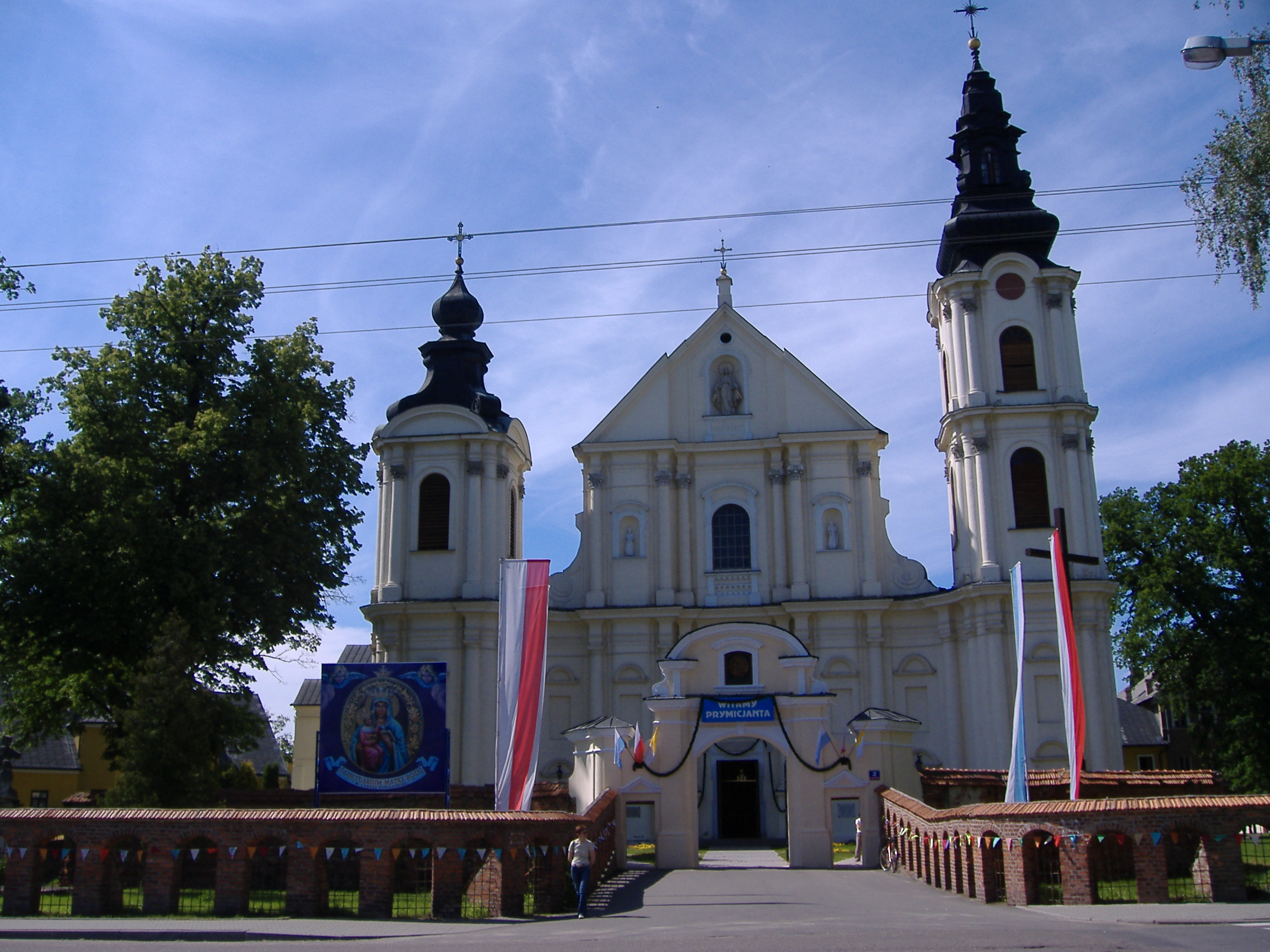
Kościół paulinów w Leśnej Podlaskiej, w latach 1884–1915 cerkiew prawosławna

Do 1909 monaster stał się jednym z prężniejszych ośrodków żeńskiego życia monastycznego w Imperium Rosyjskim. Żyło w nim blisko 700 zakonnic, zaś w kompleksie klasztornym znajdowało się sześć niezależnych świątyń prawosławnych. Monaster był ważnym celem pielgrzymkowym oraz ośrodkiem pracy dobroczynnej. Zakonnice prowadziły sierociniec dla prawosławnych dziewcząt, aptekę, szpital oraz otwarte dla wszystkich kobiet seminarium pedagogiczne i wyższą szkołę gospodarstwa wiejskiego. Do odejścia z funkcji przełożonej w 1907 i złożeniu ślubów wielkiej schimy ihumenia Katarzyna doprowadziła również do otwarcia ogrodu botanicznego, młyna parowego i fabryki cerkiewnych świec. Zdołała również przekonać władze, by doprowadziły do Leśnej linię kolejową. W społecznej świadomości monaster funkcjonował jako Ławra Leśnieńska, chociaż nie posiadał formalnie tytułu kanonicznego ławry. Szczególną czcią otoczona była Leśniańska Ikona Matki Bożej, przechowywana w jednej z cerkwi klasztornych, oraz ikona św. Atanazego Brzeskiego, w której umieszczono relikwie świętego.

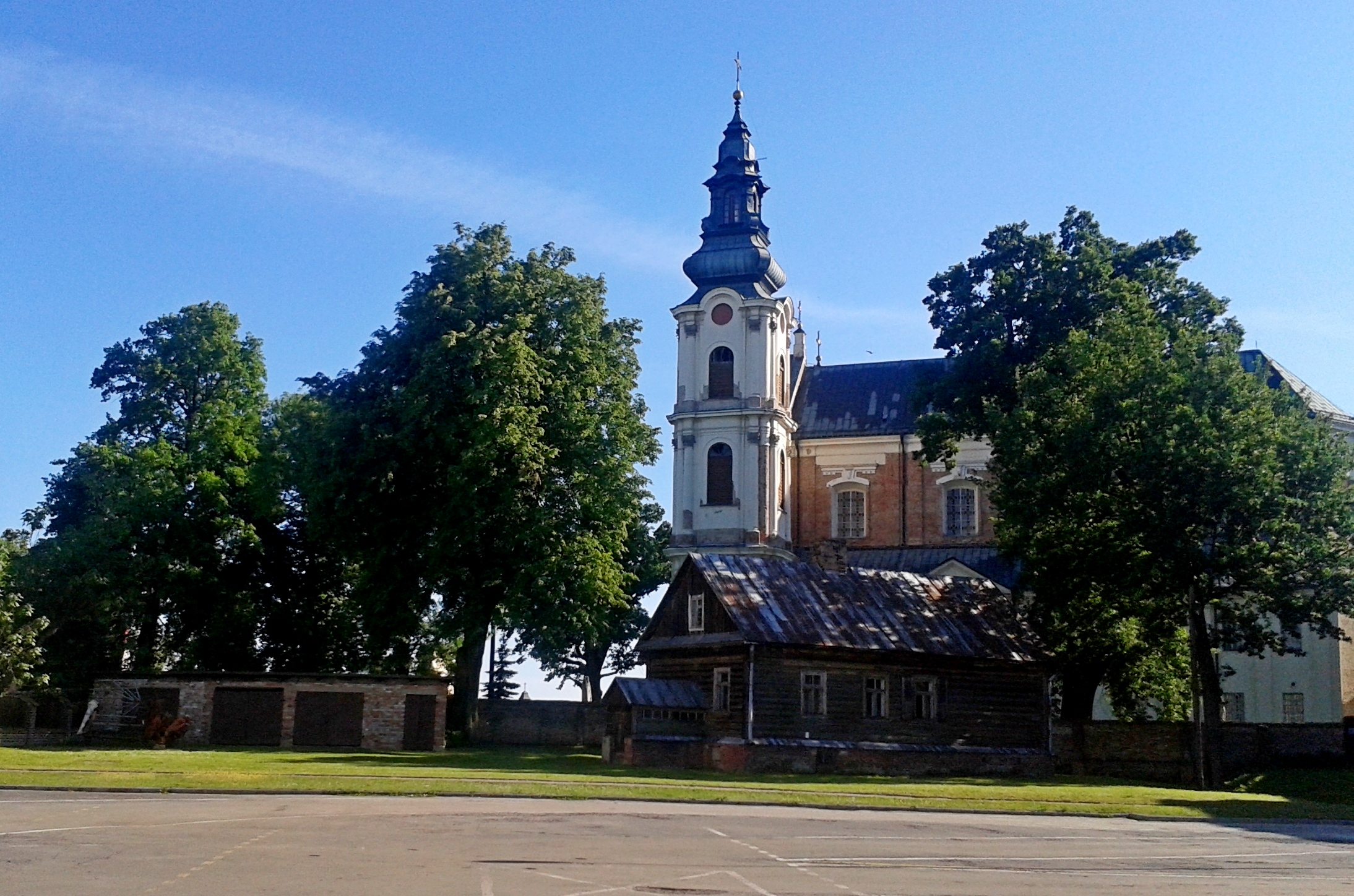
Dom ihumeni wzniesiony dla pierwszej przełożonej monasteru w Leśnej na tle przekształconego w cerkiew kościoła

Monaster w Leśnej, podobnie jak wiele innych ośrodków monastycznych powstałych na ziemiach polskich zaboru rosyjskiego w końcu XIX wieku i na początku wieku XX, nie miał ograniczać się do tradycyjnych zadań klasztorów prawosławnych, ale również utrwalać obecność Rosjan na ziemiach polskich i ich przynależność do Imperium Rosyjskiego. Ponadto odgrywał ważną rolę w regionie jako ośrodek dydaktyczny. Mniszki z Leśnej dały początek powstawaniu kolejnych żeńskich monasterów na ziemiach polskich – w Teolinie, Radecznicy, Wirowie i Turkowicach. Z wielkim uznaniem o działalności mniszek wypowiadał się ówczesny arcybiskup lubelski i chełmski Eulogiusz (Gieorgijewski).
W momencie wybuchu I wojny światowej mniszki z Leśnej udały się na bieżeństwo. W 1918, przed ich powrotem, a już po odzyskaniu niepodległości przez Polskę, obiekty klasztorne zostały zajęte przez władze polskie i zwrócone Kościołowi katolickiemu, który ulokował tam klasztor rzymskokatolicki. Zakonnice ze wspólnoty w Leśnej zostały tym samym rozproszone po różnych monasterach w Rosji i poza nią, część trafiła do monasteru Novo Hopovo w Jugosławii. W 1928 ihumenia Nina, pełniąca przed wojną zadania przełożonej wspólnoty, zażądała od Ministerstwa Reformy Rolnej zwrotu zabudowań oraz ziemi, jaka przed I wojną światową była własnością monasteru. Mniszka twierdziła, że pobyt zakonnic w Jugosławii jest tymczasowy, a zamiarem zakonnic jest powrót na ziemie, gdzie dawniej znajdował się ich klasztor. Ihumenia Nina miała za sobą poparcie Warszawsko-Chełmskiego Konsystorza Duchownego, który podkreślał, że władze kościelne nigdy nie ogłosiły likwidacji monasteru. Dopiero 31 lipca 1930 nadeszła odpowiedź z Okręgowego Urzędu Ziemi, który informował o rozparcelowaniu dawnych posiadłości monasterskich w Mariampolu, Bukowicach, Bordziłówce i Leśnej. Tym samym klasztor, choć notowany w dokumentach Polskiego Autokefalicznego Kościoła Prawosławnego jako czynny, nie podjął już działalności.
Tradycję monasteru w Leśnej kontynuuje monaster Leśniańskiej Ikony Matki Bożej w Chavincourt-Provemont (obecnie w jurysdykcji niekanonicznego Rosyjskiego Kościoła Prawdziwie Prawosławnego).